# Goniodoris sugashimae
Goniodoris sugashimae Baba, 1960 è un mollusco nudibranchio della famiglia Goniodorididae.
Il nome deriva dalla località giapponese di Sugashima, nella prefettura di Mie.